# Rudnik pri Radomljah
Rudnik pri Radomljah este o localitate din comuna Kamnik, Slovenia, cu o populație de 50 de locuitori.